# (12016) Green
(12016) Green ist ein Asteroid des Hauptgürtels, der am 1. Dezember 1996 vom italo-amerikanischen Astronomen Paul G. Comba am Prescott-Observatorium (IAU-Code 684) in Arizona entdeckt wurde.
Der Asteroid wurde am 24. Januar 2000 nach dem britischen Mathematiker und Physiker George Green (1793–1841) benannt. Er war der Mitbegründer der Potentialtheorie und der Theorie des Elektromagnetismus. Die Greensche Funktion sowie die Greenschen Formeln gehen ebenfalls auf ihn zurück.